# ハイパーバズーカ
ハイパーバズーカは、アニメ『ガンダムシリーズ』に登場する、架空の兵器である。モビルスーツ (MS) およびマン・マシーンの標準的な武装の一つで、実弾を発射するMS用の大型バズーカである。これらの兵器は厳密にはロケット砲に分類される。

## 概要
テレビアニメ『機動戦士ガンダム』第3話から登場。設定上は砲後部からガスを噴射する無反動砲とされる。主役MSのガンダムや、その量産機のジムが使用する。同作以降の作品にも、これに準じたものが登場する。
『機動戦士Ζガンダム』
ガンダムMk-IIの装備としてハイパー・バズーカが登場。弾倉をカートリッジ式にして予備弾倉が携行可能となっている。
『機動戦士ガンダム 逆襲のシャア』
νガンダムの装備としてニュー・ハイパー・バズーカが登場。連邦軍の標準的なMS用バズーカをνガンダムに合わせてカスタマイズしたもの、と設定されている。
フィギュア「METAL STRUCTURE 解体匠機 RX-93 νガンダム」では、νガンダムが実在するものとして運用の利便性が考慮されており、ニュー・ハイパー・バズーカのデザインにも独自解釈の中折れ式が採り入れられている。
『機動戦士ガンダムUC』
ユニコーンガンダムの装備として登場。連邦軍の代表的なMS用兵装の同等品をユニコーンガンダム専用に仕様変更したもの、と設定されている。散弾をデフォルト装備の弾頭としている。弾倉をカートリッジ式にして予備弾倉が携行可能となっている。
オンラインゲーム『ガンダムデュエルカンパニー』では、ハイパー・バズーカを装備したユニコーンガンダムが新バージョンとされており、3ターン目のみ攻撃力が大幅に上昇する効果を持つ。
『機動戦士Vガンダム』
第34話でガンブラスターの装備として登場。デザインはニュー・ハイパー・バスーカと同じ。これに関連し、テレビアニメ『ガンダムビルドファイターズトライ』第19話ではガンダッシュブラスターの装備として登場している。